# Johann Gregor Höroldt
Johann Gregor Höroldt, född 1696 i Jena i Tyskland, död 26 januari 1775 i Meissen i Tyskland, var en tysk porslinsmålare.
Höroldt arbetade ett år vid Wiener Porzellanmanufaktur innan han 1720 kom till Meissenfabriken, där han sedan med ett avbrott under sjuårskriget 1756–1763 kom att bli verksam fram till 1765. Höroldt kom omedelbart att bli Meissens lidande målare och introducerade en mängd nya färger, mönster, föremålsformer och dekorationstekniker. Perioden från 1720 till början av 1730-talet har kallats Höroldts period på grund av hans inflytande över tillverkningen under denna tid. Höroldt skapade en egen variant av kinesiserade måleri, införde målade fonder, europeiska landskapsmotiv och naturalistiska blommotiv. De dekorer Höroldt utvecklade för Meissen kom att bli stilbildande i hela Europa.